# Нечаевка (Кировоградская область)
Неча́евка (укр. Нечаївка) — село в Компанеевской поселковой общине Кропивницкого района Кировоградской области Украины.
До 2020 года входило в Компанеевский район
Население согласно переписи 2001 года составляло 640 человек. Почтовый индекс — 28420. Телефонный код — 5240. Код КОАТУУ — 3522883801.
Здесь расположен памятник истории Дом больницы, где работал И. К. Микитенко (1920—1922).